# Concha García (poeta)
Concha García (La Rambla, Córdoba, 1956) poeta española. Premio Jaime Gil de Biedma por su obra Ayer y calles y Premio de Poesía Barcarola por Ya nada es rito. Licenciada en Filología hispánica Fundadora del Aula de Poesía de Barcelona y de la Asociación Mujeres y Letras. 

## Biografía
Concha García nació en La Rambla (Córdoba) en el año 1956. Ha residido en Barcelona la mayor parte de su vida (hasta el año 2021), actualmente vive en Córdoba. 
Ha coordinado encuentros de Mujeres Poetas "Diálogos entre dos orillas", en Buenos Aires (Argentina) y Montevideo (Uruguay) en colaboración con la Dirección General de Libro y Bibliotecas del Ministerio de Cultura de España y la Agencia Española de Cooperación Internacional. 
Ha sido invitada por diversas universidades: (La República, Uruguay), Universal Nacional de la Patagonia San Juan Bosco (Comodoro Rivadavia, Argentina), Universidad Nacional de Río Negro (Viedma, Argentina), Universidad de Texas (Austin, EEUU), Pomona College (Claremont, California), Wake Forest University (Winston-Salem, Carolina del Norte), Le Moyne College (Syracuse, Nueva York) 
Ha colaborado como crítica literaria en el suplemento cultural del diario Avui y también en ABC Cultural, Cuadernos del Sur del Diario de Córdoba. Colaboró en el suplemento cultural Aladar del Correo de Andalucía con sus crónicas de viajes. Sus trabajos sobre poesía se han publicado en revistas como Ínsula, Revista de la Universidad de México, Taifa, Zurgai y Cuadernos Hispanoamericanos. También ha codirigido la revista de literatura Ficciones. 
Es autora de numerosos libros de poemas, ensayos y diarios de viajes. La Diputación de Segovia, en colaboración con el Ayuntamiento de Segovia y la Editorial Visor le concedió el Premio Jaime Gil de Biedma (España) en 1995 por su obra Ayer y calles. Su obra ha aparecido en numerosas antologías dentro y fuera de España, ha sido traducida a diferentes idiomas.
Desde 2001, ha dado talleres de poesía y conferencias en la Patagonia argentina y colaborado en la edición de poetas patagónicos en España. Ha traducido y editado a Ingeborg Bachmann.
Es autora del documental poético "Entre dos orillas", junto a Barbara Mayer. En abril de 2011, Concha García y Barbara Meyer, emprenden un viaje por Uruguay y Argentina para realizar un documental sobre seis poetas de ambos países. Se entrevistaron a las poetas Circe Maia (Tacuarembó, Uruguay), Selva Casal (Montevideo, Uruguay), María del Carmen Colombo (Buenos Aires, Argentina), Diana Bellesi (El Tigre, Argentina), Graciela Cros (Bariloche, Sur de la Patagonia Argentina) y Nini Bernardelo (Isla de Tierra del Fuego, Patagonia Argentina).
Es Académica Correspondiente en La Rambla (Córdoba) Real Academia de Ciencias, Bellas Letras y Nobles Artes de Córdoba

## Obra

### Poesía
- Por mí no arderán los quicios ni se quemarán las teas. Premio Aula Negra. Universidad de León, 1986.
- Otra ley. Víctor Orenga, Valencia, 1986.
- Ya nada es rito. Premio Barcarola. Ayuntamiento de Albacete, Albacete, 1988.
- Desdén. Libertarias, Madrid, 1990.
- Pormenor. Libertarias, Madrid, 1992.
- Ayer y calles. Premio Jaime Gil de Biedma. Visor, Madrid, 1995.
- Cuántas llaves. Icaria, Barcelona, 1988.
- Árboles que ya florecerán. Igitur, Montblanc, 2001.
- Diálogos de la hetaira. Cuadernos de Sandúa, Córdoba 2003.
- Lo de ella. Barcelona: Icaria, Barcelona, 2003.
- Ya nada es rito y otros poemas, 1987-2003. Prólogo de R. M. Belda. Ocnos, Madrid, 2007.
- Acontecimiento. Barcelona: Tusquets, Barcelona, 2008.
- El día anterior al momento de quererle. Calambur, Madrid, 2013.
- Las proximidades. Calambur, Madrid, 2016.
- Vasta sed. Cántico, Córdoba, 2020.
- Cuota de mal. Editorial Huerga y Fierro. Colección Rayo Azul, Madrid 2022
- El triunfo de lo caduco (Antología). Ayuntamiento de Baza, 2024
- Diversas nimiedades (Antología). Capitanas. Zaragoza, 2024
- Lugares. El Toro Celeste. Málaga, 2024

### Prosa
- Mi amor.doc. Plaza & Janés, Barcelona, 2001; Egales, Barcelona, 2009.
- La Lejanía. Cuaderno de Montevideo. Carena, Barcelona, 2013.
- Los antiguos domicilios. Diario. La Isla de Siltolá, Sevilla, 2015.
- Ciudades escritas. Carena, Barcelona, 2019.
- Desvío a Buenos Aires. (Diario de una poeta en la Patagonia Argentina). Chamán, Albacete, 2019.
- El vértigo horizontal, Editorial Cántico, Colección La hora de la estrella. Córdoba 2023
- Los años divididos. Diarios. Editorial Libros de la Resistencia. Mádrid, 2025

### Ensayo
- Asomos de luz. Ensayos sobre poesía de mujeres. Amargord, Madrid, 2013.
- Miradas en los entresijos. Percepciones alrededor de la poesía escrita por mujeres. Libros de la Resistencia, Madrid, 2020.
- Bajo la luz de la lámpara. Literatura y feminismo en España y Sudamérica. Editorial Cántico, Córdoba, 2023

### Coordinaciones en antologías
- Antología de Poesía de la Patagonia. Cedma, Málaga, 2006.
- En el revés del cielo. Poesía española y argentina contemporánea. Paradiso y CCEBA, Buenos Aires, 2006.
- Noreste. Doce poetas catalanes. Espacio Hudson, Comodoro Rivadavia, 2011.
- La frontera móvil. Antología de poesía de la Patagonia Argentina. Carena, Barcelona, 2015.
- Algunas veces, todas. Editorial Torremozas, Madrid 2016
- Una paciencia salvaje. Antología de poetas cordobesas que leen a poetas norteamericanas. Litopres. Córdoba, 2025

### Traducciones
- Últimos poemas. Ingeborg Bachmann. (Con Cecilia Dreymüller). Hiperión, Madrid, 1999
- Invocación a la Osa Mayor. Ingeborg Bachmann (con Cecilia Dreymüller). Hiperión, Madrid, 2001
- Noreste. Doce poetas catalanes. Espacio Hudson, Comodoro Rivadavia, 2011.
- Pell d'ánima. Piel de alma. Josep Checa. Editorial Cántico. Córdoba, 2021
- Clínica del Vértigo. Trad. del italiano. Gaia Danese. Editorial Cántico. Córdoba, 2022

## Premios
- Premio de poesía Jaime Gil de Biedma, 1994
- Premio Poesía Barcarola. Diputación de Albacete, 1988
- Premio Internacional de Poesía Dama de Baza (Granada), 2019
- Premio Igualdad de la Diputación de Córdoba. año 2023
- Premio de poesía Aula Negra. Universidad de León. 1986